# Mestandkarper
Een mestandkarper (Alfaro cultratus) is een vis die voorkomt in Midden-Amerika. De vis is een zoetwatervis en is in een aquarium een gemakkelijke vis om te kweken. De draagtijd van de vis bedraagt ongeveer 24 dagen. De dan ter wereld komende visjes zijn dan ongeveer acht millimeter groot.
1. ↑  (en) Mestandkarper op de IUCN Red List of Threatened Species.